# Quinnen Williams
Pour les articles homonymes, voir Williams.
(en) Statistiques sur pro-football-reference
Quinnen Williams, né le 5 décembre 1997 à Birmingham dans l'Alabama, est un sportif professionnel américain de football américain jouant au poste de defensive tackle pour les Jets de New York dans la National Football League (NFL).

## Biographie

### Carrière universitaire
Annonçant s'être engagé auprès des Tigers d'Auburn, Williams change finalement d'avis pour rejoindre leurs rivaux du Crimson Tide de l'Alabama. Bien qu'il fasse plus de 135 kg, il est plus mobile que les joueurs antérieurs de ce poids à ce poste comme Vince Wilfork, lui permettant à la fois d'arrêter le jeu de course mais également de mettre la pression sur les quarterbacks adverses.

### Carrière professionnelle
Après deux saisons universitaires avec Alabama, il se déclare éligible pour la draft 2019 de la NFL. Il est sélectionné au troisième rang par les Jets de New York.